# Olivie Blake
Alexene Farol Follmuth, conhecida por seu pseudônimo Olivie Blake, é uma escritora norte-americana que escreve principalmente romances de fantasia e é mais conhecida por sua série de livros The Atlas Six, um best-seller do New York Times.

## Vida pessoal
Antes dela ser escritora em tempo integral, ela obteve o título de mestre em Planejamento Urbano e trabalhou na defensoria pública enquanto ela cursava direito.
Blake nasceu na área da Baía de São Francisco, e é descendente meio filipino, e atualmente mora em Los Angeles com seu marido, filho e cachorro.

## Carreira
Olivie Blake colocou o seu pseudônimo em um gerador de nomes, originalmente para escrever fanfics anonimamente. Ela publicou seis romances por conta própria antes de ser adquirida por uma editora tradicional.
Ela usa seu pseudônimo para literatura adulta e seu nome verdadeiro para literatura juvenil.

### The Atlas Six
Seu livro The Atlas Six (2020) virou best-seller e viralizou no TikTok. Ele foi auto publicado por ela na internet, depois da viralização sete editoras ofereceram propostas para o publicar fisicamente.
Ela teve várias horas de difícil primeiro trabalho de parto com seu filho, em maio de 2021, então ela não pensava na venda de livros, de repente seu marido lhe disse que as vendas de seu romance auto publicado, The Atlas Six, haviam disparado aparentemente sem motivo.
Os livros auto publicados dela eram os quais ela achava que nenhuma editora se interessaria, então ela os colocou na internet, onde sabia que encontrariam um público que iria gostar deles. Sobre isso ela diz:
| “ | E a partir disso, comecei a construir um público online. Então comecei a publicar por conta própria alguns livros originais que não fossem de fan fiction, não para ganhar dinheiro nem nada, só porque tinha histórias para contar e havia pessoas por aí que eu sabia que queriam lê-las. | ” |

### Séries
The Atlas Six
- The Atlas Six (2020)[10] no Brasil: A Sociedade de Atlas (Intrínseca, 2022) em Portugal: Os Seis de Atlas (Planeta, 2022)
- The Atlas Paradox (2022)[11] O Paradoxo de Atlas no Brasil: (Intrínseca, 2023) em Portugal: (Planeta, 2023)
- The Atlas Complex (2024)

### Isolados
- Masters of Death (2018)
- Lovely Tangled Vices (2018)
- One For My Enemy (2019)
- La Petite Mort (2019)
- Alone With You in the Ether (2020) no Brasil: Nós Dois Sozinhos no Éter (Intrínseca, 2023)
- My Mechanical Romance (2022)

### Coleções
The Answer You Are Looking For Is Yes (An Anthology)
- Pars Fortuna (2019)
- The Magician's Assistant (2020)
- Stone's Throw (2020)
- Love in the Time of Dystopia (2020)
- Grow Your Own Optimist (2020)
- Toxic (2021)

Fairytale Collections
- Fairytales of the Macabre (2017)
- Midsummer Night Dreams (2018)
- The Lovers Grim (2019)